# Lightning Swords of Death
Lightning Swords of Death est un groupe de black metal américain, originaire de Los Angeles, en Californie. Le groupe est en contrat avec le label Metal Blade Records depuis 2009. Certaines de leurs musiques apparaissent dans le jeu Undead Knights sur PlayStation Portable et dans le film Le Beau-père.

## Biographie
Lightning Swords of Death est formé en 2003 par le chanteur Autarch et le guitariste Roskva à Los Angeles, en Californie. En 2007, le groupe fait paraître son premier album The Golden Plague. Le groupe part en tournée promotionnelle sur la côte ouest américaine aux côtés de groupes tels que Nachtmystium et High On Fire, puis avec Danzig au Blackest Of The Black Tour. Grâce à cette tournée, l'album The Golden Plague est bien accueilli et attire l'attention de la presse spécialisée comme les magazines Decibel, SOD, et Pit Magazine. Leur seconde parution est un split CD avec Valdur, uniquement disponible en 2008 durant la tournée Blodhevn. En 2009, tandis que le groupe continue ses compositions death metal DIY, il attribue quelques-unes de ses musiques au jeu vidéo Undead Knights sur PlayStation Portable et dans le film Le Beau-père. Peu après l'arrivée du batteur Mike Vega, LSOD signe un contrat avec le label Metal Blade Records,,. 
En 2010, le groupe enregistre l'album The Extra Dimensional Wound à Corona, en Californie, aux Trench Studios avec le producteur Roska et l'ingénieur du son John Haddad. Il est mixé ensuite par Sverker « Necro » Widgren aux Necromorbus Studios de Stockholm, en Suède. En 2012, pratiquement sept ans après la parution de l'album The Golden Plague, LSOD enregistre un troisième album. Baphometic Chaosium, est publié au début de 2013 au label Metal Blade Records,.

## Membres

### Membres actuels
- Chris Velez - guitare
- Menno - basse (depuis 2003)
- Roskva (Jeremy Stramaglio) - guitare (depuis 2003)
- Autarch (Farron Loathing) - chant (depuis 2003)
- Jackson Ferris - batterie (depuis 2013)

### Anciens membres
- Mike Vega - batterie
- Jason Brown - basse
- Jonathan Cathey - batterie
- Thrudvang - batterie

## Discographie
- 2007 : The Golden Plague
- 2010 : The Extra Dimensional Wound[10]
- 2013 : Baphometic Chaosium